# Undinella frontalis
Undinella frontalis är en kräftdjursart som först beskrevs av Tanaka 1937.  Undinella frontalis ingår i släktet Undinella och familjen Tharybidae. Inga underarter finns listade i Catalogue of Life.